# Cadolah
Cadolah, Cadalaus lub Kadolah (również Chadalhoh lub Chadolah) (ur. ?, zm. 819) – książę Friuli w latach 817–819. Był synem hrabiego Bertholda (Pera[h]tolda) z rodu Ahalolfingerów.
Był patronem klasztoru w St. Gallen. Wraz z bratem Uuago ofiarował klasztorowi posiadłość we wsi Wanga według rejestru datowanego na 23 października 805. Podarował też posiadłość 17 grudnia 817, w czasie gdy nosił tytuł "hrabiego" (comis) i polecił swemu synowi Bertholdowi, by uczynił po jego śmierci kolejne nadania w jego imieniu.
Powierzono mu odpowiedzialność za Dalmację, gdzie został lokalnym władcą w czasie, gdy poselstwo z Konstantynopola szło na dwór Ludwika Pobożnego (816). Jakiś czas potem, prawdopodobnie w 817, został księciem Friuli. Einhard nazywa go Cadolaum comitem et marcæ Foroiuliensis præfectum (Cadolah, hrabia i prefekt marchii Friuli) w 818. Później Einhard nazywa go dux Foroiuliensis, gdy opisuje jego śmierć po powrocie z wyprawy przeciwko Ljudevitowi Posawskiemu w 819. Według Vita Hludowici imperatoris, następcą Cadolach dux Foroiuliensis został Baldryk.